# EHF Champions League mannen 2019/20
De EHF Champions League 2019-20 is de 60ste editie van de EHF Champions League. De competitie begon op 11 september 2019 met de eerste wedstrijden in de groepsfase en eindigde met de finale op 31 mei 2020 in het Lanxess Arena in de Duitse stad Keulen.
Vanwege de COVID-19-pandemie in Europa werden de knock-outfasewedstrijden uitgesteld op later moment geannuleerd. De Final Four, die plaatsvond in de Lanxess Arena in Keulen, Duitsland, werd verplaatst van mei naar december en werd de finale gespeeld tussen de beste twee teams van Groep A en B – Barça, Paris Saint-Germain, THW Kiel en Telekom Veszprém.  Dientengevolge konden regerend kampioen Vardar hun titel niet verdedigen.

## Deelnemers

### Rechtstreeks gekwalificeerd
De eerste negen landen van de EHF-coëfficiëntenranglijst 2019/20 ontvangen een Champions League ticket. Bovendien krijgt Denemarken een extra plaats (Zie EC in onderstaande tabel) vanwege haar resultaten in de EHF Cup over de drie voorgaande jaren. De volgende teams zijn rechtstreeks gekwalificeerd voor de Champions League:
| Rang | Land            | Team                   | Rangschikking competitie     | Besluit    |
| ---- | --------------- | ---------------------- | ---------------------------- | ---------- |
| 1    | Frankrijk       | Paris Saint-Germain    | Kampioen van Frankrijk       | Hoge poule |
| 2    | Duitsland       | SG Flensburg-Handewitt | Kampioen van Duitsland       | Hoge poule |
| 3    | Spanje          | Barcelona              | Kampioen van Spanje          | Hoge poule |
| 4    | Hongarije       | Telekom Veszprém       | Kampioen van Hongarije       | Hoge poule |
| 5    | Polen           | PGE VIVE Kielce        | Kampioen van Polen           | Hoge poule |
| 6    | Denemarken      | Aalborg Håndbold       | Kampioen van Denemarken      | Hoge poule |
| 7    | Noord-Macedonië | Vardar                 | Kampioen van Noord-Macedonië | Hoge poule |
| 8    | Portugal        | FC Porto Sofarma       | Kampioen van Portugal        | Hoge poule |
| 9    | Wit-Rusland     | Meshkov Brest          | Kampioen van Wit-Rusland     | Hoge poule |
| 10   | Kroatië         | PPD Zagreb             | Kampioen van Kroatië         | Hoge poule |
| 11   | Roemenië        | Dinamo București       | Kampioen van Roemenië        | Lage poule |
| 12   | Slovenië        | Celje                  | Kampioen van Slovenië        | Hoge poule |
| 13   | Oekraïne        | Motor                  | Kampioen van Oekraïne        | Hoge poule |
| 14   | Zweden          | IK Sävehof             | Kampioen van Zweden          | Lage poule |
| 15   | Zwitserland     | Kadetten Schaffhausen  | Kampioen van Zwitserland     | Lage poule |
| 16   | Noorwegen       | Elverum Handball       | Kampioen van Noorwegen       | Hoge poule |
| 17   | IJsland         | UMF Selfoss            | Kampioen van IJsland         | Afgewezen  |
| 18   | Rusland         | Medvedi Tsjechov       | Kampioen van Rusland         | Lage poule |
| 19   | Slowakije       | TATRAN Prešov          | Kampioen van Slowakije       | Lage poule |
| 25   | Finland         | Riihimäen Cocks        | Kampioen van Finland         | Lage poule |

De kampioen van IJsland (UMF Selfoss) niet werd geselecteerd door de EHF omdat hij niet aan de minimumcriteria voldeed en werd overgeplaatst naar de EHF Cup. Daarnaast hebben de kampioenen van Nederland, Turkije, Griekenland, België, Israël, Servië en Tsjechië hun plaatsen in de EHF Champions League opgeven.

### Wildcards
Naast direct gekwalificeerde clubs hebben clubs die zich hebben gekwalificeerd voor de EHF Cup de mogelijkheid om een dossier in te dienen bij de EHF om op uitnodiging een kwalificatie te verkrijgen (Wild-Card). Zo hebben in totaal 15 clubs uit 11 landen een uitnodiging aangevraagd:
| Rang | Land            | Team                | Rangschikking competitie               | Besluit                               |
| ---- | --------------- | ------------------- | -------------------------------------- | ------------------------------------- |
| 1    | Frankrijk       | Montpellier Handbal | Vice-kampioen van Frankrijk            | Hoge poule                            |
| 1    | Frankrijk       | Chambery MKB        | Nummer 3 en bekerwinnaar van Frankrijk | Afgewezen, teruggezet naar de EHF Cup |
| 1    | Frankrijk       | HBC Nantes          | Nummer 3 van Franse competitie         | Afgewezen, teruggezet naar de EHF Cup |
| 2    | Duitsland       | THW Kiel            | Vice-kampioen van Duitsland            | Hoge poule                            |
| 2    | Duitsland       | SC Magdenburg       | Nummer 3 van Duitslands competitie     | Afgewezen, teruggezet naar de EHF Cup |
| 3    | Spanje          | Bidasoa Irun        | Vice-kampioen van Spanje               | Lage poule                            |
| 4    | Hongarije       | MOL-Pick Szeged     | Vice-kampioen van Hongarije            | Hoge poule                            |
| 5    | Polen           | Orlen Wisła Płock   | Vice-kampioen van Polen                | Lage poule                            |
| 6    | Denemarken      | GOG                 | Vice-kampioen van Denemarken           | Lage poule                            |
| 7    | Noord-Macedonië | Eurofarm            | Kampioen van Noord-Macedonië           | Lage poule                            |
| 7    | Noord-Macedonië | Metalurg            | Nummer 3 van Macedonische competitie   | Afgewezen, teruggezet naar de EHF Cup |
| 8    | Portugal        | Sporting CP         | Vice-kampioen van Portugal             | Lage poule                            |
| 14   | Zweden          | IFK Kristianstad    | Vice-kampioen van Zweden               | Lage poule                            |
| 16   | Noorwegen       | ØIF Arendal         | Vice-kampioen van Noorwegen            | Afgewezen, teruggezet naar de EHF Cup |
| 28   | Luxemburg       | Handball Esch       | Kampioen van Luxemburg                 | Afgewezen, teruggezet naar de EHF Cup |

## Groepsfase

### Groep A
| Pos | Club                   | Gs | W  | G | V  | Pnt | Dv  | Dt  | Ds   | Opmerking             |
| --- | ---------------------- | -- | -- | - | -- | --- | --- | --- | ---- | --------------------- |
| 1.  | Barcelona              | 14 | 13 | 0 | 1  | 26  | 485 | 380 | +105 | 0000 Kwartfinale 0000 |
| 2.  | Paris Saint-Germain    | 14 | 11 | 0 | 3  | 22  | 444 | 389 | +55  | 0000 Laatste 16 0000  |
| 3.  | MOL-Pick Szeged        | 14 | 9  | 2 | 3  | 20  | 409 | 370 | +39  | 0000 Laatste 16 0000  |
| 4.  | Aalborg Håndbold       | 14 | 7  | 1 | 6  | 15  | 416 | 420 | -4   | 0000 Laatste 16 0000  |
| 5.  | SC Flensburg-Handewitt | 14 | 7  | 1 | 6  | 15  | 388 | 379 | +9   | 0000 Laatste 16 0000  |
| 6.  | Celje                  | 14 | 3  | 0 | 11 | 6   | 355 | 429 | -74  | 0000 Laatste 16 0000  |
| 7.  | PPD Zagreb             | 14 | 2  | 1 | 11 | 5   | 343 | 419 | -76  |                       |
| 8.  | Elverum Handball       | 14 | 1  | 1 | 12 | 3   | 365 | 419 | -54  |                       |

### Groep B
| Pos | Club                 | Gs | W  | G | V  | Pnt | Dv  | Dt  | Ds  | Opmerking             |
| --- | -------------------- | -- | -- | - | -- | --- | --- | --- | --- | --------------------- |
| 1.  | THW Kiel             | 14 | 9  | 2 | 3  | 20  | 437 | 398 | +39 | 0000 Kwartfinale 0000 |
| 2.  | Telekom Veszprém     | 14 | 10 | 0 | 4  | 20  | 448 | 386 | +62 | 0000 Laatste 16 0000  |
| 3.  | PGE VIVE Kielce      | 14 | 8  | 2 | 4  | 18  | 421 | 389 | +32 | 0000 Laatste 16 0000  |
| 4.  | Montpellier Handball | 14 | 8  | 1 | 5  | 17  | 386 | 375 | +11 | 0000 Laatste 16 0000  |
| 5.  | FC Porto Sofarma     | 14 | 6  | 2 | 6  | 14  | 400 | 410 | -10 | 0000 Laatste 16 0000  |
| 6.  | Vardar               | 14 | 5  | 1 | 8  | 11  | 396 | 444 | -48 | 0000 Laatste 16 0000  |
| 7.  | Meshkov Brest        | 14 | 4  | 0 | 10 | 8   | 401 | 431 | -30 |                       |
| 8.  | Motor                | 14 | 1  | 2 | 11 | 4   | 406 | 462 | -54 |                       |

### Groep C
| Pos | Club            | Gs | W | G | V | Pnt | Dv  | Dt  | Ds  | Opmerking             |
| --- | --------------- | -- | - | - | - | --- | --- | --- | --- | --------------------- |
| 1.  | Bidasoa Irun    | 10 | 6 | 3 | 1 | 15  | 297 | 246 | +51 | 0000 Play-offs 0000   |
| 2.  | Sporting CP     | 10 | 6 | 2 | 2 | 14  | 309 | 266 | +43 | 0000 Play-offs 0000   |
| 3.  | IK Sävehof      | 10 | 6 | 0 | 4 | 12  | 268 | 278 | -10 | 0000 Kwartfinale 0000 |
| 4.  | TATRAN Prešov   | 10 | 3 | 1 | 6 | 7   | 260 | 279 | -19 | 0000 Kwartfinale 0000 |
| 5.  | Riihimäen Cocks | 10 | 3 | 0 | 7 | 6   | 239 | 290 | -51 | 0000 Kwartfinale 0000 |
| 6.  | Eurofarm        | 10 | 3 | 0 | 7 | 6   | 265 | 279 | -14 | 0000 Kwartfinale 0000 |

### Groep D
| Pos | Club                  | Gs | W | G | V | Pnt | Dv  | Dt  | Ds  | Opmerking             |
| --- | --------------------- | -- | - | - | - | --- | --- | --- | --- | --------------------- |
| 1.  | Dinamo București      | 10 | 7 | 3 | 0 | 17  | 298 | 256 | +42 | 0000 Play-offs 0000   |
| 2.  | Orlen Wisła Płock     | 10 | 5 | 1 | 4 | 11  | 267 | 260 | +7  | 0000 Play-offs 0000   |
| 3.  | GOG                   | 10 | 4 | 1 | 5 | 9   | 310 | 319 | -9  | 0000 Kwartfinale 0000 |
| 4.  | IFK Kristianstad      | 10 | 3 | 3 | 4 | 9   | 283 | 298 | -15 | 0000 Kwartfinale 0000 |
| 5.  | Chekhovskiye Medvedi  | 10 | 4 | 0 | 6 | 8   | 280 | 308 | -38 | 0000 Kwartfinale 0000 |
| 6.  | Kadetten Schaffhausen | 10 | 2 | 2 | 6 | 6   | 280 | 277 | +3  | 0000 Kwartfinale 0000 |

## Playoffs
De beste twee teams van Groep C en D bepalen welke 2 teams zich plaatsen voor de laatste 16
| Team 1            | Score   | Team 2           | 1       | 2       |
| ----------------- | ------- | ---------------- | ------- | ------- |
| Sporting CP       | 49 – 52 | Dinamo București | 25 – 26 | 24 – 26 |
| Orlen Wisła Płock | 51 – 49 | Bidasoa Irun     | 32 – 25 | 19 – 24 |

## Eindfase

### Laatste 16
>> Volledig afgelast, het getoonde is de oorspronkelijke planning. <<
| Team 1                 | Score | Team 2               | 1           | 2           |
| ---------------------- | ----- | -------------------- | ----------- | ----------- |
| Dinamo București       | –     | Paris Saint-Germain  | Geannuleerd | Geannuleerd |
| Orlen Wisła Płock      | –     | Telekom Veszprém     | Geannuleerd | Geannuleerd |
| Vardar                 | –     | MOL-Pick Szeged      | Geannuleerd | Geannuleerd |
| Celje                  | –     | PGE Vive Kielce      | Geannuleerd | Geannuleerd |
| FC Porto Sofarma       | –     | Aalborg Håndbold     | Geannuleerd | Geannuleerd |
| SC Flensburg-Handewitt | -     | Montpellier Handball | Geannuleerd | Geannuleerd |

### Kwartfinales
>> Volledig afgelast, het getoonde is de oorspronkelijke planning. <<
| Team 1           | Score | Team 2           | 1           | 2           |
| ---------------- | ----- | ---------------- | ----------- | ----------- |
| Winnaar weds. M6 | –     | Barcelona        | Geannuleerd | Geannuleerd |
| Winnaar weds. M5 | –     | THW Kiel         | Geannuleerd | Geannuleerd |
| Winnaar weds. M4 | –     | Winnaar weds. M1 | Geannuleerd | Geannuleerd |
| Winnaar weds. M3 | –     | Winnaar weds. M2 | Geannuleerd | Geannuleerd |

## Velux EHF FINAL4
De VELUX EHF FINAL4 wordt gespeeld in het  Lanxess Arena in Keulen, Duitsland. Eerst zou deze wedstrijden op 30 en 31 mei 2020 gehouden worden. Maar door de coronapandemie is dit verlaat naar het weekend van 22 en 23 augustus 2020. Op 10 november 2020 werd de loting voor de VELUX EHF FINAL4 van het seizoen 2019/2020 gehouden.

### Halve finale
| 28 december 2020 20:30 | THW Kiel    | 36 – 35   | Telekom Veszprém   | Lanxess Arena, Keulen Scheidsrechters: Marin & Serradilla (ESP) |
| 28 december 2020 20:30 | Pekeler (8) | (18 - 13) | Borozan Marguc (7) | Lanxess Arena, Keulen Scheidsrechters: Marin & Serradilla (ESP) |
| 28 december 2020 20:30 | 6× 1×       |           | 5× 1×              | Lanxess Arena, Keulen Scheidsrechters: Marin & Serradilla (ESP) |

| 28 december 2020 18:00 | Barcelona | 37 – 32   | Paris Saint-Germain | Lanxess Arena, Keulen Scheidsrechters: Gubica & Milosevic (CRO) |
| 28 december 2020 18:00 | Mem (8)   | (18 - 14) | Nahi (9)            | Lanxess Arena, Keulen Scheidsrechters: Gubica & Milosevic (CRO) |
| 28 december 2020 18:00 | 3×        |           | 2×                  | Lanxess Arena, Keulen Scheidsrechters: Gubica & Milosevic (CRO) |

### Wedstrijd om de derde plaats
| 29 december 2020 18:00 | Telekom Veszprém | 26 – 31   | Paris Saint-Germain           | Lanxess Arena, Keulen Scheidsrechters: Pavicevic & Raznatovic (MNE) |
| 29 december 2020 18:00 | Lekai (9)        | (11 - 14) | Prandi Nedim RemiliRemili (6) | Lanxess Arena, Keulen Scheidsrechters: Pavicevic & Raznatovic (MNE) |
| 29 december 2020 18:00 | 1× 6× 1×         |           | 1× 3×                         | Lanxess Arena, Keulen Scheidsrechters: Pavicevic & Raznatovic (MNE) |

### Finale
| 29 december 2020 20:30 | THW Kiel   | 33 – 28   | Barcelona         | Lanxess Arena, Keulen Scheidsrechters: Gubica & Milosevic (CRO) |
| 29 december 2020 20:30 | Ekberg (8) | (19 - 16) | Gómez Abelló (10) | Lanxess Arena, Keulen Scheidsrechters: Gubica & Milosevic (CRO) |
| 29 december 2020 20:30 | 1× 5×      |           | 4×                | Lanxess Arena, Keulen Scheidsrechters: Gubica & Milosevic (CRO) |